# Піун Денис Олександрович
Денис Олександрович Піун (5 листопада 1987, м. Чернігів — 13 березня 2022, с. Новий Білоус, Чернігівська область) — український військовослужбовець, сержант Збройних сил України, учасник російсько-української війни. Кавалер ордена «За мужність» III ступеня (2023, посмертно).

## Життєпис
Денис Піун народився 5 листопада 1987 року в Чернігові.
2007 року закінчив Чернігівський радіомеханічний технікум за спеціальністю «Конструювання, виробництво та технічне обслуговування радіотехнічних пристроїв» і здобув кваліфікацію радіотехнік.
2014 року добровольцем вступив до лав Збройних сил України. Учасник АТО.
Після початку повномасштабного російського вторгнення повернувся з-за кордону та вирушив на фронт. Загинув 13 березня 2022 року в селі Новому Білоусі на Чернігівщині.
Похований 15 березня 2022 року на Забарівському цвинтарі м. Чернігова.
Залишилися дружина та донька.

## Нагороди
- Орден «За мужність» III ступеня (25 травня 2023, посмертно) — за особисту мужність і самовіддані дії, виявлені у захисті державного суверенітету та територіальної цілісності України, вірність військовій присязі[1].